# Ortwin Dally

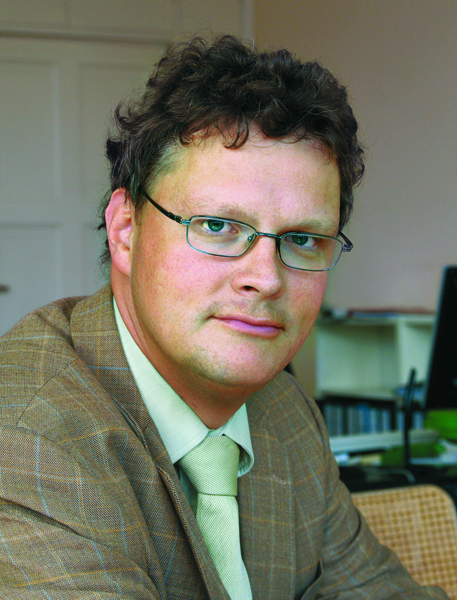
Bild aus dem Archiv des DAI (2011)

Ortwin Dally (* 26. Februar 1969 in Mülheim an der Ruhr) ist ein deutscher Klassischer Archäologe.
Ortwin Dally studierte von 1988 bis 1996 Klassische Archäologie, Klassische Philologie sowie Alte Geschichte an den Universitäten Bonn, Basel, Freiburg und Heidelberg. Die Promotion erfolgte 1996 bei Tonio Hölscher in Heidelberg mit der Arbeit Canosa, località San Leucio. Untersuchungen zu Akkulturationsprozessen vom 6. bis zum 2. Jh. v. Chr. am Beispiel eines daunischen Heiligtums. Anschließend wurde Dally zunächst Mitarbeiter der Heidelberger Akademie der Wissenschaften, 1997 als Wissenschaftlicher Mitarbeiter auf einer halben Stelle am Institut für Klassische Archäologie der Universität Heidelberg. Als Inhaber des Reisestipendiums des Deutschen Archäologischen Instituts bereiste er 1997/98 den Mittelmeerraum. Nach seiner Rückkehr nach Deutschland wurde Dally Wissenschaftlicher Mitarbeiter am Institut für Klassische Archäologie der Freien Universität Berlin. Als Forschungsstipendiat (Junior Fellowship) war er 2002/03 am Harvard Center for Hellenic Studies in Washington. Die Habilitation erfolgte 2004 an der Freien Universität Berlin. Nach der Habilitation wurde Dally 2004 Generalsekretär des Deutschen Archäologischen Instituts (DAI) und zugleich ordentliches Mitglied. Im Januar 2013 wurde er in Nachfolge von Henner von Hesberg zum Direktor der Abteilung Rom des DAI gewählt, zum 1. März 2014 trat er sein Amt an.
Seit 2005 gehört Dally dem Beirat von Arachne an, seit 2007 dem Wissenschaftlichen Beirat des Corpus der römischen Sarkophage sowie von Propylaeum – Virtuelle Fachbibliothek Altertumswissenschaften, seit 2008 dem Advisory Board des American Journal of Archaeology. Er war von 2005 bis 2008 Member des Steering Committee der Arbeitsgemeinschaft Computeranwendungen und Quantitative Methoden in der Archäologie. Zudem lehrt er seit 2008 als Honorarprofessor Klassische Archäologie an der Freien Universität Berlin und ist 1. Vorsitzender der Archäologischen Gesellschaft zu Berlin. 2009 wurde er korrespondierendes Mitglied des Archaeological Institute of America und Mitglied im wissenschaftlichen Beirat von DARIAH – Digital Research Infrastructure for the Arts and Humanities. 2011 hatte er zudem eine zweimonatige Forschungsprofessur am Collège de France und dem Institut d’Études Avancées (IEA) in Paris inne.
Wissenschaftlich beschäftigt sich Dally mit den Faustina-Thermen in Milet, dem Corpus der römischen Sarkophage, Taganrog in Russland, Lissos sowie den Problemen des Kulturkontakts in Unteritalien und im Schwarzmeerraum, Konzepten von Vergangenheit in der Antike und deren Visualisierung, der „Pflege“ und „Restaurierung“ von Denkmälern in Antike und Spätantike, Religionsgeschichtlichen Studien sowie der antiken Architektur. Zentrale Forschungslinien Dallys sind die Kontakte zwischen Griechen, Römern und Einheimischen in Süditalien, Sizilien und Südrussland und die sich hieraus ergebenen Überlegungen zu den Kulturkontakten dieser Regionen. Weitere Interessen gelten regionaler Keramikformen und der Geschichte der Archäologie.

## Schriften
- Canosa, località San Leucio. Untersuchungen zu Akkulturationsprozessen vom 6. bis zum 2. Jahrhundert vor Christi am Beispiel eines daunischen Heiligtums (= Studien zu antiken Heiligtümern, Band 1). Verlag Archäologie und Geschichte, Heidelberg 2000, ISBN 3-9804648-9-X (broschiert) / ISBN 3-9804648-8-1 (Paperback).
- Katalog der Sammlung Antiker Kleinkunst des Archäologischen Instituts der Universität Heidelberg. Bd. 7: Die Architekturfragmente aus Terrakotta und Kalkstein. von Zabern, Mainz 2007, ISBN 978-3-8053-3455-6.
- Mitherausgeber: ZeitRäume. Milet in Kaiserzeit und Spätantike. Schnell + Steiner, Regensburg 2009, ISBN 978-3-7954-2235-6.
- Zur Archäologie der Fotografie. Ein Beitrag zu Abbildungspraktiken der zweiten Hälfte des 19. und des frühen 20. Jahrhunderts. (= 143. Winckelmannsprogramm der Archäologischen Gesellschaft zu Berlin), de Gruyter, Berlin 2017, ISBN 978-3-11-057444-9.